# Peringathur
Peringathur là một thị trấn thống kê (census town) của quận Kannur thuộc bang Kerala, Ấn Độ.

## Nhân khẩu
Theo điều tra dân số năm 2001 của Ấn Độ, Peringathur có dân số 42.079 người. Phái nam chiếm 45% tổng số dân và phái nữ chiếm 55%. Peringathur có tỷ lệ 80% biết đọc biết viết, cao hơn tỷ lệ trung bình toàn quốc là 59,5%: tỷ lệ cho phái nam là 82%, và tỷ lệ cho phái nữ là 79%. Tại Peringathur, 12% dân số nhỏ hơn 6 tuổi.